# Thalía's Hits Remixed
Thalía's Hits Remixed è un album discografico di remix della cantante messicana Thalía, pubblicato nel 2003.

## Tracce
1. A quién le importa (Hex Hector/Mac Quayle Club Mix) – 7:12
2. It's My Party (English Version) – 3:56
3. Amor a la mexicana (Cuca's Fiesta Mix) – 6:49
4. Piel morena (Hitmakers Remix) – 5:12
5. Mujer latina (Remix "España") – 3:52
6. The Mexican (Dance Dance) (Hex Hector/Mac Quayle Club Mix) – 8:46
7. No me enseñaste (Estéfano Remix) – 4:18
8. Entre el mar y una estrella (Pablo Flores Club Mix) – 10:50
9. Por amor (Primera Vez Remix) – 4:39
10. Tú y yo (Ballad Version) – 3:28
11. Entre el mar y una estrella/Arrasando (Medley) – 6:37
12. A quién le importa (Bonus Enhanced Video)

## Classifiche
| Paese                        | Posizione massima |
| ---------------------------- | ----------------- |
| Stati Uniti Latin Pop Albums | 4                 |